# Фатуллаев, Фатех
Фатех Мирза Мохсун оглы Фатуллаев (азерб. Fateh Mirzə Möhsün oğlu Fətullayev; 1 сентября 1909, Ленкорань, Бакинская губерния Российская империя — 4 мая 1983, Баку, Азербайджанская ССР, СССР) — азербайджанский советский актёр театра и кино, режиссёр. Заслуженный артист Азербайджанской ССР (1949).

## Биография
Старший брат художника Нусрата Мовсума оглы Фатуллаева, народного артиста Азербайджанской ССР (1949), лауреата Сталинской премии (1948), лауреата Государственной премии Азербайджанской ССР (1972).
Играл на сцене, как режиссёр руководил многими театральными постановками. Снялся в около 20 кино- и телефильмах, преимущественно, на студии «Азербайджанфильм».

## Фильмография
- 1939 – Крестьяне
- 1947 — Фатали-хан
- 1955 — Бахтияр
- 1955 – Любимая песня
- 1955 – Встреча
- 1956 – Из-за чести
- 1957 — Двое из одного квартала
- 1957 – Так рождается песня
- 1958 – Мачеха
- 1959 – Настоящий друг
- 1960 — Айгюн
- 1965 – Двадцать шесть бакинских комиссаров
- 1966 – Чернушка
- 1979 — Бабек
- 1972 – Берег воспоминаний (Я вырос у моря)
- 1974 — В Баку дуют ветры
- 1977 – Иду на вулкан
- 1977 – Бухта радости